# Fédération belge du cyclotourisme
Pour les articles homonymes, voir FBC.
La Fédération belge du cyclotourisme et du VTT ou FBC est une fédération classée société royale chargée du cyclotourisme en Belgique. 